# Balc (gmina)
Balc – gmina w Rumunii, w okręgu Bihor. Obejmuje miejscowości Almașu Mare, Almașu Mic, Balc, Ghida i Săldăbagiu de Barcău. W 2011 roku liczyła 3281 mieszkańców.